# Lueta
Lueta es una comuna ubicada en el distrito de Harghita, Rumania.

## Superficie
Cuenta con una superficie de 104,3 kilómetros cuadrados.

## Demografía
Hasta 2021 la población era de 3338 habitantes, con una densidad de población de 31,99 habitantes por kilómetro cuadrado.